# Palacio de Raga
El Palacio de los Raga, también conocido como de los González de Quirós, es un edificio situado en la calle Baja número 25 y 27 de la ciudad de Valencia (España).
El edificio fue la casa solariega de la familia de Francisco Martinez de Raga y Faus, originarios de Alpuente. En 1885 pasa por herencia a Luis Vallier y Garcia Alesón, Lapeyre y Pardo de Rivadeneira, primer marqués de González de Quirós, quien lo hizo reedificar y colocando su escudo nobiliario en las dos puertas adinteladas del palacio.
Se trata de un inmueble de considerables dimensiones y dotado de un jardín posterior que lo independiza del entorno. Para conseguir esta superficie de edificación se procedió al derribo de varias casas, con lo que el conjunto dispuso de varias fachadas con orientaciones y luces diferentes.
El edificio es de estilo neoclásico, cuya fachada principal, de ladrillo revocado y pintado, es fruto de una intervención a finales del siglo XIX atribuida a Salvador Monmeneu Escrig. El palacio está compuesto de planta baja, semisótano, entresuelo y dos pisos. El principal presenta balcones y pilastras jónicas. Dentro del palacio destaca una escalera de estilo neoclásico con escalones de mármol y un arco carpanel de piedra, resto de la antigua edificación.
El palacio estuvo ocupado por un centro de enseñanza, el Instituto Teresiano, que lo adquirió en 1953. Desde 1998 alberga una residencia de la tercera edad.
Posteriormente se realizó una intervención arquitectónica según proyecto de Cristina Grau, con la finalidad de destinarlo a residencia de la tercera edad, conservándose únicamente la fachada principal, adosada a un nuevo edificio, y el antiguo jardín.